# Paco de Lucía: La búsqueda
Paco de Lucía: La Búsqueda és un documental espanyol sobre el guitarrista Paco de Lucía, dirigit per Francisco Sánchez Varela. Apareixen com a protagonistes Paco de Lucía, que va morir abans d'acabar la producció, Camarón de la Isla i Rubén Blades.
El 2015 va guanyar el Goya al millor documental, i va ser nominada als Premis Platino com a Millor Pel·lícula Documental. Ha aconseguit ser disc d'or. Presenta un total de 29 temes de l'artista.

## Argument
El documental és un resum de la trajectòria de Paco de Lucía, del seu art, la seva categoria humana i la seva vida, des dels seus primers passos artístics fins als seus últims passos professionals, que han estat marcats pel flamenc.
S'exposen nombrosos testimoniatges i entrevistes realitzades entre 2010 i 2014.

## Recepció i crítiques
El Diari de El País va comentar la següent crítica:
| «             | Sánchez Varela rescata valuós material d'arxiu i aconsegueix que l'aparent opacitat de l'artista s'esvaeixi en un valuós encadenat de reflexions i confessions d'un perfeccionista impenitent. | » |
| — Jordi Costa | |   |

El diari la Vanguardia i Fotogramas van puntuar 3 sobre 5 estrelles, i les seves crítiques van ser:
| «                      | Hi ha curiositats i moltes imatges d'arxiu de les seves actuacions en un conjunt que agradarà a la seva legió d'admiradors. | » |
| — Jordi Batlle Caminal | |   |

| «               | Per a melòmans i amants de la guitarra. (...) El millor: compartir la intimitat del mestre. El pitjor: que no sigui tan revolucionari com De Lucía. | » |
| — Roger Salvans | |   |

El diari ABC i Cinemanía van puntuar 4 sobre 5 estrelles, i van comentar el següent:
| «                         | S'entra a la pel·lícula amb l'esperança d'un rastreig, un contacte amb el geni, però se surt d'ella amb la fe d'un doble i inesperat gran trobada, amb la tecla d'un músic immortal i amb la d'un jove cineasta que arriba en tromba. | » |
| — Oti Rodríguez Marchante | |   |

| «                   | Didàctic i emocionant. Com escoltar a Paco de Lucía de prop. | » |
| — Andrea G. Bermejo |                                                              |   |